# Verbascum biebersteinii
Verbascum biebersteinii är en flenörtsväxtart som beskrevs av Bess.. Verbascum biebersteinii ingår i släktet kungsljus, och familjen flenörtsväxter. Inga underarter finns listade i Catalogue of Life.